# Campeonato Asiático de Taekwondo de 2006
El XVII Campeonato Asiático de Taekwondo se celebró en Bangkok (Tailandia) en 2006 bajo la organización de la Unión Asiática de Taekwondo.
En total se disputaron en este deporte dieciséis pruebas diferentes, ocho masculinas y ocho femeninas.

## Resultados

### Masculino
| Evento | Oro                           | Plata                            | Bronce                                                          |
| ------ | ----------------------------- | -------------------------------- | --------------------------------------------------------------- |
| –54 kg | Chutchawal Khawlaor Tailandia | Japoy Lizardo Filipinas          | Renat Kuralbayev · Kazajistán · Wisam Alawi · Irak              |
| –58 kg | You Young-Dae Corea del Sur   | Ussadate Sutthikunkarn Tailandia | Chu Mu-Yen · China Taipéi · Batyrbek Yestavletov · Kazajistán   |
| –62 kg | Park Tae-Yeol Corea del Sur   | Nacha Punthong Tailandia         | Zamer Kaitukah Jordania Mohamad Reza Mehdizadeh Irán            |
| –67 kg | Lee Mun-Kyu Corea del Sur     | Yamil Al-Jufash Jordania         | Tseng Ching-Hsiang China Taipéi Manuel Esteban Rivero Filipinas |
| –72 kg | Hadi Saei Irán                | Deya Al-Dah Siria                | Lee Young-Yeoul Corea del Sur Wu Yi-Chun China Taipéi           |
| –78 kg | Kurosh Rayoli Irán            | Choi Seong-Ho Corea del Sur      | Liao Chia-Hsing China Taipéi Alexander Briones Filipinas        |
| –84 kg | Arman Shilmanov · Kazajistán  | Adam Corrigan Australia          | Nguyễn Trọng Cường Vietnam Abdulhamid Darabie Catar             |
| +84 kg | Nam Yun-Bae Corea del Sur     | Abdulkader Al-Adhami Catar       | Sagynysh Kalimbetov · Kazajistán · Nguyễn Văn Hùng · Vietnam    |

### Femenino
| Evento | Oro                            | Plata                           | Bronce                                                          |
| ------ | ------------------------------ | ------------------------------- | --------------------------------------------------------------- |
| –47 kg | Yaowapa Boorapolchai Tailandia | Wu Jingyu China                 | Kristina Korobko Tayikistán Awatef Al-Asaf Jordania             |
| –51 kg | Kwon Eun-Kyung Corea del Sur   | Đỗ Thị Bích Hạnh Vietnam        | Wala Al-Hashimi Baréin Kathleen Eunice Alora Filipinas          |
| –55 kg | Lee Hye-Young Corea del Sur    | Ekaterina Trubitsina Tayikistán | Cosette Basbous Líbano Chi Shu-Ju China Taipéi                  |
| –59 kg | Tseng Pei-Hua China Taipéi     | Chonnapas Premwaew Tailandia    | Zarina Shamshatkyzy · Kazajistán · Lee Sung-Hye · Corea del Sur |
| –63 kg | Jin Chae-Lin Corea del Sur     | Su Li-Wen China Taipéi          | Shaden Zweib · Jordania · Yekaterina Dmitriyeva · Kazajistán    |
| –67 kg | Chen Ri Xian Macao             | Hwang Kyung-Seon Corea del Sur  | Yoriko Okamoto Japón Tina Morgan Australia                      |
| –72 kg | Jung Sun-Young Corea del Sur   | Liu Rui China                   | Mahroz Saei Irán Tsui Fang-Hsuan China Taipéi                   |
| +72 kg | Rapatkorn Prasopsuk Tailandia  | Luo Wei China                   | Nadin Dawani Jordania Amalia Kurniasih Palupi Indonesia         |

## Medallero
| Núm. | País          | Oro | Plata | Bronce | Total |
| ---- | ------------- | --- | ----- | ------ | ----- |
| 1    | Corea del Sur | 8   | 2     | 2      | 12    |
| 2    | Tailandia     | 3   | 3     | 0      | 6     |
| 3    | Irán          | 2   | 0     | 2      | 4     |
| 4    | China Taipéi  | 1   | 1     | 6      | 8     |
| 5    | Kazajistán    | 1   | 0     | 5      | 6     |
| 6    | Macao         | 1   | 0     | 0      | 1     |
| 7    | China         | 0   | 3     | 0      | 3     |
| 8    | Jordania      | 0   | 1     | 4      | 5     |
| 9    | Filipinas     | 0   | 1     | 3      | 4     |
| 10   | Vietnam       | 0   | 1     | 2      | 3     |
| 11   | Australia     | 0   | 1     | 1      | 2     |
| 11   | Catar         | 0   | 1     | 1      | 2     |
| 11   | Tayikistán    | 0   | 1     | 1      | 2     |
| 14   | Siria         | 0   | 1     | 0      | 1     |
| 15   | Baréin        | 0   | 0     | 1      | 1     |
| 15   | Indonesia     | 0   | 0     | 1      | 1     |
| 15   | Irak          | 0   | 0     | 1      | 1     |
| 15   | Japón         | 0   | 0     | 1      | 1     |
| 15   | Líbano        | 0   | 0     | 1      | 1     |
|      | TOTAL         | 16  | 16    | 32     | 64    |